# Condado de Parker
O Condado de Parker é um dos 254 condados do estado norte-americano do Texas. A sede do condado é Weatherford, e sua maior cidade é Weatherford.
O condado possui uma área de 2 357 km² (dos quais 17 km² estão cobertos por água), uma população de 88 495 habitantes, e uma densidade populacional de 38 hab/km² (segundo o censo nacional de 2000).
O condado foi criado em 1855.